# Peleteria apicata
Peleteria apicata là một loài ruồi trong họ Tachinidae.